# Base Aérea de Anápolis
A Base Aérea de Anápolis - Campo Marechal Márcio de Souza e Mello (BAAN) é uma base da Força Aérea Brasileira localizada na cidade de Anápolis, estado de Goiás. Sua função primordial é a defesa aérea de Brasília, capital do Brasil.

## Unidades aéreas
Opera na Base Aérea de Anápolis (coordenadas 16º13'42S 48º57'54W) as seguintes unidades da FAB:
- 1º Grupo de Defesa Aérea (1º GDA), o Esquadrão Jaguar, com aeronaves Northrop F-5EM (F-5 Modernizado),Gripen NG (em breve)

- 2º Esquadrão do 6º Grupo de Aviação (2º/6º GAv), o Esquadrão Guardião, com aeronaves E-99 (Embraer EMB-145 AEW&C) de alerta antecipado e R-99 (Embraer EMB-145 RS/AGS) de sensoriamento remoto. O esquadrão possuía ainda um C-98 (Cessna 208 Caravan) Munido de um sensor HSS (hiper spectral scaner).

- 1º Esquadrão do 6º Grupo de Aviação (1º/6º GAv), o Esquadrão Carcará, uma das unidades de reconhecimento da FAB, com aeronaves R-35A (Gates R-35A Learjet). Remanejado de Recife como projeto de renovação da FAB.

## História da base
A Base Aérea de Anápolis foi a primeira base aérea brasileira planejada e construída especialmente para receber um tipo específico de avião, os caças de fabricação francesa, Mirage IIIE/D designados na Força Aérea Brasileira como F-103. A operação desses aviões exigia a construção de um base inteiramente nova e plenamente capacitada a operar aviões supersônicos.
Por questões estratégicas, foi decidido que a nova base seria construída nas proximidades de Brasília, e os F-103 destinados primordialmente à defesa da capital do país. Assim, após vários estudos (incluindo questões de tráfego aéreo e interferências de rádio) a escolha acabou recaindo sobre a cidade de Anápolis, situada a 160Km de Brasília.
A construção das instalações começou em 9 de fevereiro de 1970 e a base tornou-se operacional em 23 de agosto de 1972, com a conclusão da pista de pouso. Um nova unidade aérea, especialmente criada para operar os F-103, foi então ativada: a 1ª Ala de Defesa Aérea, ou 1ª ALADA.  Essa unidade foi desativada em 19 de abril de 1979 transferindo sua missão para o 1º Grupo de Defesa Aérea, 1º GDA, unidade responsável pela operação dos F-103 até 2005.Quando então em 2006 passou a operar os mirages franceses Dassault Mirage 2000 com um lote de 12 aeronaves, já aposentados. Sendo assim passando a missão para os Northrop F-5E ( Padrão EM modernizado)
Em 2019 espera-se a chegada do caça Sueco Gripen NG que é muito mais moderno que os atuais caças em operação, será formado um esquadrão de 12 caças promovendo uma grade alteração infraestrutural na base.
A partir do ano 2000, a Base Aérea de Anápolis passou a abrigar também o 2º/6º GAv - Esquadrão Guardião, que opera com os avançados E-99 de alerta aéreo antecipado e R-99 de sensoriamento remoto.
Em 2017 o 1º/6º GAv - Esquadrão Carcará foi remanejado de Recife como projeto de renovação da FAB.